# Leandro Reymundez
Leandro Reymundez, vollständiger Name Leandro Federico Reymundez Martínez (* 1. Februar 1992 in Cardal oder Montevideo) ist ein ehemaliger uruguayischer Fußballspieler.

## Karriere
Der nach Angaben seines Vereins 1,73 Meter große Stürmer, der zuvor auf Leihbasis für Defensor aktiv war, stieß spätestens im Januar 2011 erstmals aus dem Nachwuchs des Vereins zur Profimannschaft des Club Atlético Cerro. Seit 2011 steht er dort in der Primera División unter Vertrag. In der Saison 2011/12 kam „Chima“ Reymundez dort zu drei Erstligaeinsätzen. Reymundez spielt zudem in der Tercera División für die Reserve-Mannschaft des Vereins. In der Clausura 2013 stehen dort vier Tore für Reymundez zu Buche, womit er erfolgreichster Torschütze des Teams in jener Halbserie war. Nach fünf absolvierten Erstligaspielen in der Saison 2013/14, kam er in der Apertura 2014 einmal in der Primera División zum Einsatz. Ein Tor erzielte er nicht. Zur Clausura 2015 schloss er sich nach Vertragsauflösung bei Cerro den Montevideo Wanderers an. In der restlichen Spielzeit 2014/15 wurde er dort elfmal (zwei Tore) in der Primera División und siebenmal (ein Tor) in der Copa Libertadores 2015 eingesetzt. Während der laufenden Saison 2015/16 kam er in zwei Erstligaspielen (kein Tor) für den Klub zum Einsatz. Anfang Februar 2016 wechselte er innerhalb der Liga auf Leihbasis zu Sud América. In der Clausura 2016 kam er dort achtmal (kein Tor) zum Einsatz. Anschließend kehrte er zu den Wanderers zurück. Im September 2016 schloss er sich Centro Atlético Fénix an. Bei den Montevideanern lief er in der Saison 2016 in acht Erstligaspielen auf und schoss ein Tor. Mitte Januar 2017 wurde er an Coquimbo Unido ausgeliehen. Für die Chilenen bestritt er 24 Ligapartien (ein Tor). Nach weiteren Stationen in Chile und in seiner Heimat Uruguay beendete Reymundez 2022 schließlich bei seinem Jugendverein CA Cerro seine Karriere.